# Streymin-broen
Streymin-broen, færøsk: Brúgvin um Streymin, er den eneste bro over sundet Sundini mellem de færøske øer Streymoy og Eysturoy. Broen ligger ved siden af bygderne Norðskáli og Oyrarbakki på Eysturoy.
Broen bliver båret af 8 betonpiller og er 220 meter lang, 9,5 meter bred, sejlhøjden 17 meter og sejlrenden 25 meter bred. De to kørebaner er tilsammen 9,5 meter bred og på begge sider er der 1 meter brede fortove.
Brobyggeriet startede i marts 1971 og den blev indviet den 30. oktober 1973. Den 1. nov. 2013 fyldte broen 40 år.  Det var byggefirmaet E. Pihl & Søn, som stod for arbejdet af den 13 millioner kroner dyre bro. Broen bliver kontrolleret for eventuelle skader hvert 5 år. Brobyggeriet var det første led i at gøre det færøske vejnet uafhængig af færger.[kilde mangler]

## Galleri
- Brúgvin um Streymin
- Broen mellem Streymoy og Eysturoy
- Norðskáli og Streymin-broen
- Streymin-broen set fra Nesvík på Streymoy, bygden Oyrabakki ses på Eysturoy